# Ксидиас, Энтони
Э́нтони Дж. Ксидиа́с (англ. Anthony J. Xydias, имя при рождении — Анто́ниос Ксидиа́с (греч. Αντώνιος Ξυδιάς); 22 мая 1879, Тинос, Греция — 27 октября 1952, Лос-Анджелес, Калифорния, США) — американский кинопродюсер греческого происхождения, кинопромышленник. Его сын Алекс Ксидиас, в 1946 году открывший в Бербанке (Калифорния) всемирно известную автомастерскую So-Cal Speed Shop, является одним из первых хот-родеров.

## Биография

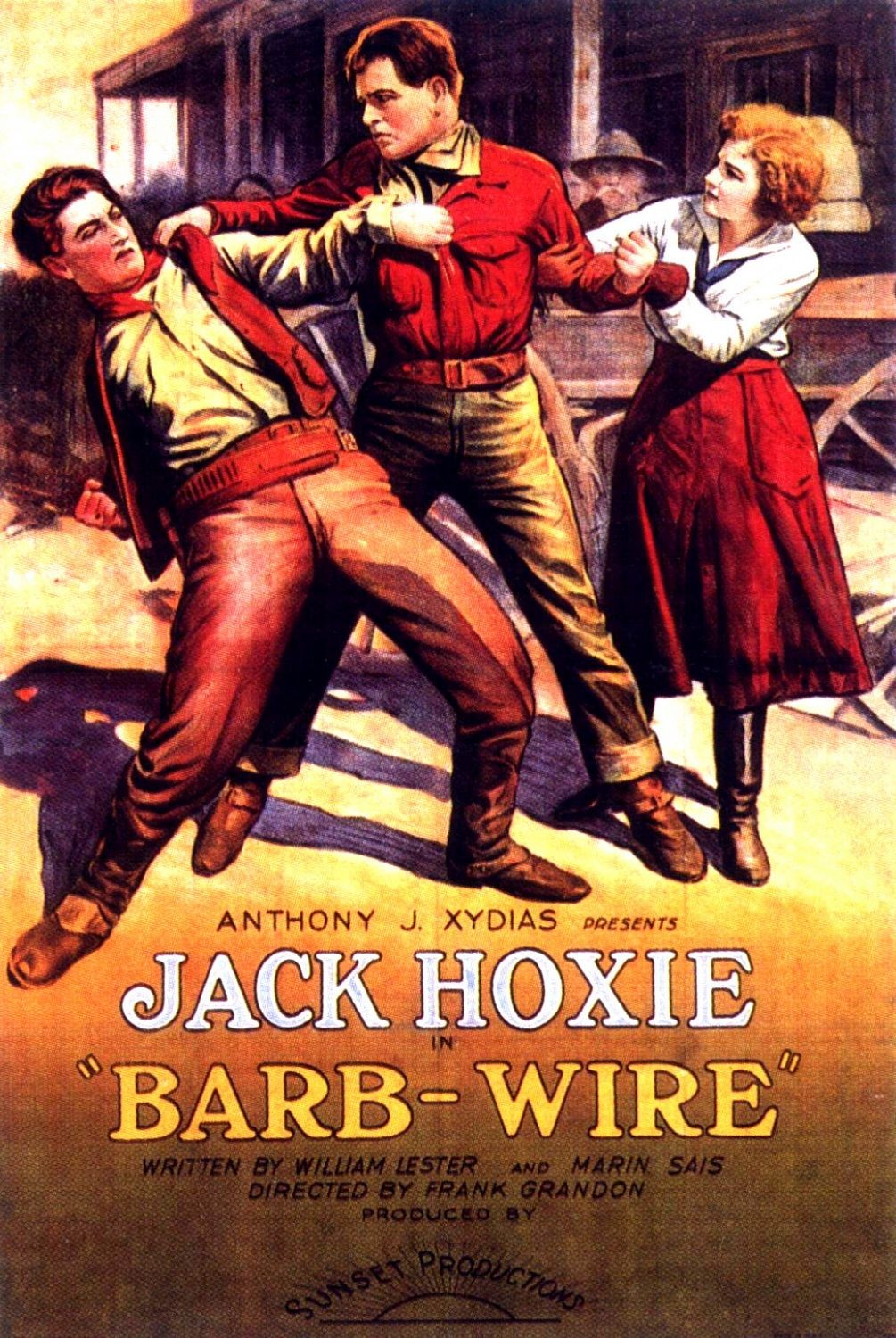
Постер вестерна «Barb Wire» (1922) — первого фильма кинокомпании Sunset Pictures

Карьеру в индустрии развлечений Ксидиас начал в 1906 году, открыв кинотеатр в Далласе (Техас). Инициатива имела успех и уже очень скоро он владел сетью кинотеатров.
В 1922 году, решив заняться производством фильмов, Ксидиас основал в Голливуде кинокомпанию Sunset Pictures, которая специализировалась на малобюджетных вестернах. В этом же году в свет вышел первый фильм под названием «Barb Wire» с Джеком Хокси в главной роли. Бывший участник родео, Джек Хокси впоследствии стал звездой кинокартин Ксидиаса.
Несмотря на скудный бюджет, ковбойские фильмы Ксидиаса имели популярность. Вскоре Хокси покинул Sunset Pictures и перешёл на более прибыльную работу в киностудию Universal Pictures. Ему на смену пришёл характерный актёр второго плана Кеннет Макдональд, но фильмы с его участием потерпели фиаско и он был заменён долговязым ковбоем из Небраски Дж. Б. Уорнером, младшим братом Г. Б. Уорнера. Актёр снялся в шести картинах, однако в 1924 году умер от туберкулёза.
Бросив, по-видимому, попытки готовить ведущих актёров для своих вестернов, Ксидиас решил снять серию немых фильмов о знаменитых личностях американской истории, таких как Баффало Билл, Сидящий Бык, Джордж Кастер, Даниэль Бун и Дэви Крокетт. В короткие сроки Sunset выпустила кинокартины «With Kit Carson Over the Great Divide» (1925), «With Buffalo Bill on the U. P. Trail» (1926), «Daniel Boone Thru the Wilderness» (1926), «With Davy Crockett at the Fall of the Alamo» (1926), «General Custer at the Little Big Horn» (1926) и «Sitting Bull at the Spirit Lake Massacre» (1927).
Несмотря на то, что в ту эпоху практически никто не мог составить конкуренцию вестернам Сесила Б. Демилля, тем не менее, фильмы Ксидиаса были на порядок популярнее огромного количество дешёвых и, по большей части, посредственных вестернов, выпускавшихся многочисленными небогатыми продюсерами.
В 1931 году, по причине плохого состояния здоровья, Ксидиас вынужден был приостановить свою деятельность. Спустя шесть лет он вернулся в бизнес с амбициозными планами на протяжении 1937—1938 годов переснять шесть своих предыдущих киноэпопей о знаменитых американцах со звуком. В конечном итоге бизнесмену удалось завершить лишь картину «Heroes of the Alamo» (1937), показ которой он хотел приурочить к открытию Техасской столетней выставки 1936 года, однако отстал по срокам. Позднее фильм приобрела кинокомпания Columbia Pictures и он вышел в кинопрокат в 1938 году. После неудавшегося замысла Ксидиас покинул кинобизнес.
В декабре 1941 года Ксидиас находился в деловой поездке на Филиппинах, когда в страну вторглись японские войска. Бизнесмен был схвачен и на всём протяжении войны содержался в лагере для интернированных Санто-Томас.
Умер 27 октября 1952 года в Лос-Анджелесе. Похоронен на кладбище Hollywood Forever.

## Личная жизнь
Был трижды женат.

## Фильмография
- 1922 — Barb Wire
- 1922 — The Crow’s Nest
- 1922 — Back Fire
- 1923 — The Forbidden Trail
- 1923 — Gallopin' Through
- 1923 — Wolf Tracks
- 1923 — Desert Rider
- 1923 — What Love Will Do
- 1923 — Lone Fighter
- 1923 — Slow as Lightning
- 1924 — Westbound
- 1924 — Treasure Canyon
- 1924 — Wanted by the Law
- 1924 — After a Million
- 1924 — Behind Two Guns
- 1924 — The Covered Trail
- 1924 — Yankee Speed
- 1924 — In High Gear
- 1924 — The Hellion
- 1924 — Horseshoe Luck
- 1924 — Dynamite Dan
- 1925 — With Kit Carson Over the Great Divide
- 1926 — With Buffalo Bill on the U. P. Trail
- 1926 — Daniel Boone Thru the Wilderness
- 1926 — With Davy Crockett at the Fall of the Alamo
- 1926 — Custer of Big Horn
- 1927 — Wide Open
- 1927 — With Sitting Bull at the Spirit Lake Massacre
- 1927 — Cross Country Run
- 1935 — Five Bad Men
- 1935 — Devil’s Canyon
- 1937 — Heroes of the Alamo